# デンデラの電球

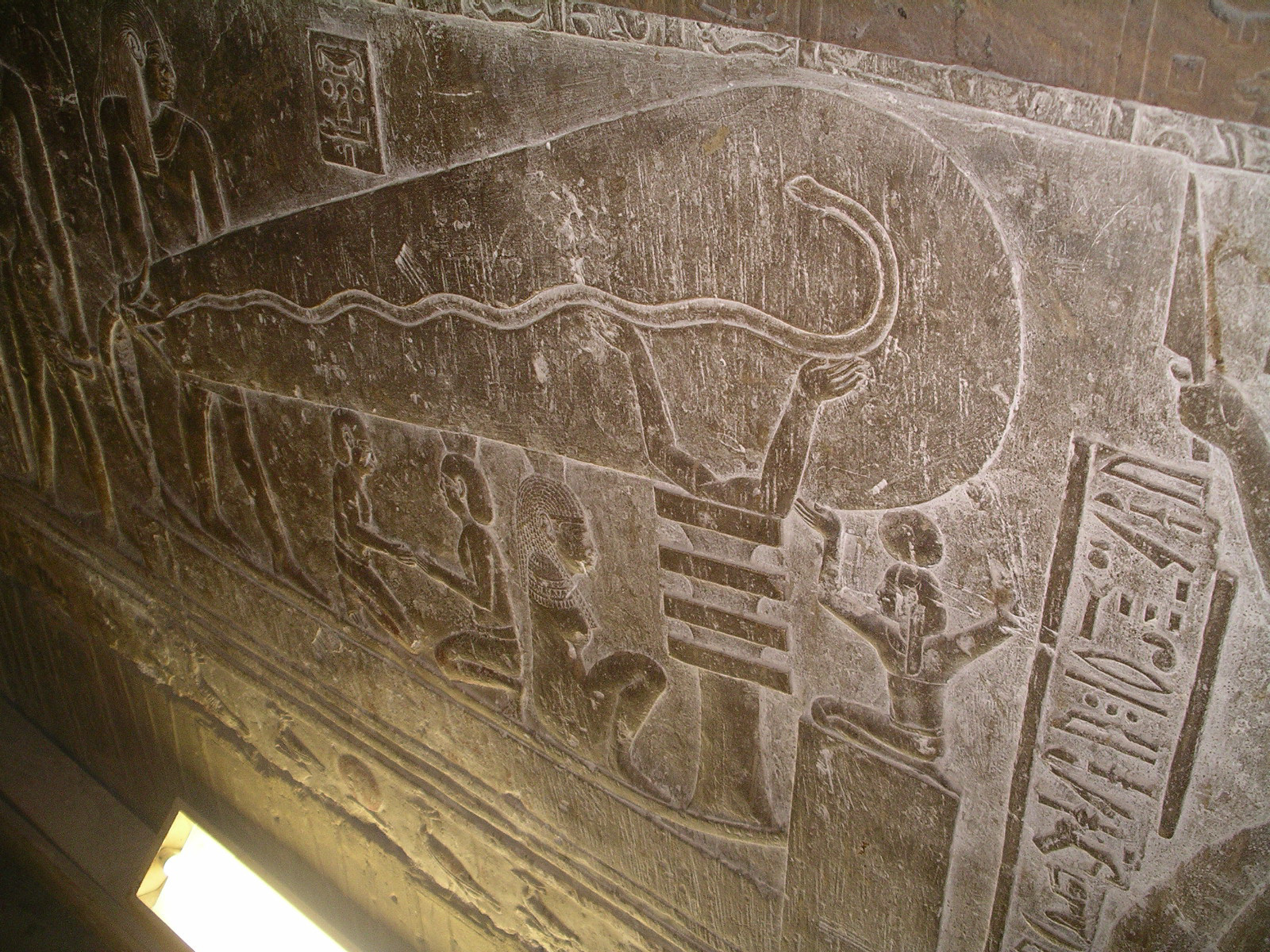
デンデラの電球

デンデラの電球はエジプト、デンデラのハトホル神殿にある石造りのレリーフとして彫られたモチーフ。これは現代的な電気照明装置に見た目が似ている。境界科学による仮説はデンデラの電球が古代エジプト人が持つ高度な電気技術を描いていると示唆している。しかし、主流のエジプト学者はエジプト神話からの象徴的なイメージの典型的なものを表しているとみなしている。これはそれぞれ安定と多産の象徴であるジェド柱と中にヘビを孕むハスの花を描いている。

## 主流の解釈
エジプト学者の見解は、このレリーフはジェド柱と中にヘビを孕む蓮の花(Nymphaea caerulea)でエジプト神話の様相を表現した描写である。ジェド柱は安定性の象徴であり、オシリス神の背骨としても解釈される。ジェドの柱頭を形成している4つの平らな筋は、あたかもジェドが背骨であるかのようであり、伸びている人の腕により補助されている。この腕は蓮の花の中でヘビを抱いており、蓮の中のヘビは毎年のナイル川で起きる洪水に関連する肥沃さを象徴している。

## 境界科学の解釈
主流の解釈とは対照的に、境界科学による仮説では、現代の同様の機器（ガイスラー管、クルックス管、アーク灯）との比較に基づきこのレリーフが古代エジプトの電気技術を描いていると提案している。電気ランプが墓の中に油煙の堆積物がないことを説明するという同僚のおかしな提案に対するJ・N・ロッキャーの一通りの言及はときどきこの特異な解釈を支持する議論として進められてきた（もう1つされていた議論は反射鏡システムの使ったというものである）。この解釈の支持者はこれを論ずるために「銅板で覆われたハイポール」に言及したテキストも使用しているが、Bolko Sternは堂で覆われたポールの頭（関連する鉄塔より低い）が電気や光に関係しない理由を詳細に説明し、エジプトでは電気を操るために使われた証拠は何も見つかっておらず、これは神秘的なものであり技術的な設備ではないことを指摘している。